# Haozhou Shi
Haozhou Shi (kinesiska: 毫州市, 毫州) är en historisk prefektur i Kina. Den låg i provinsen Anhui, i den östra delen av landet, omkring 200 kilometer nordväst om provinshuvudstaden Hefei.
Haozhou  skall ha existerat med avbrott mellan åren 562 och 1367 och omfattade områden inom dagens prefekturer Chuzhou och Bengbu.
Den här artikeln är helt eller delvis baserad på material från engelskspråkiga Wikipedia.